# جائزة موناكو الكبرى 2017
جائزة موناكو الكبرى 2017 هو سباق فورمولا 1 أقيم بتاريخ 28 مايو 2017 في حلبة موناكو. كان السادس من أصل 20 في بطولة العالم لسباقات الفورمولا واحد موسم 2017. حلّ الألماني سباستيان فيتل أولا بينما جاء الفنلندي كيمي رايكونن في المركز الثاني وحصل على المركز الثالث الأسترالي دانيل ريكاردو.

## الترتيب النهائي
|         | الترتيب | السائق        | النقاط |
| ------- | ------- | ------------- | ------ |
|         | 1       | سباستيان فيتل | 129    |
|         | 2       | لويس هاملتون  | 104    |
|         | 3       | فالتيري بوتاس | 75     |
|         | 4       | كيمي رايكونن  | 67     |
|         | 5       | دانيل ريكاردو | 52     |
| المصدر: |         |               |        |